# Gmina Sunja
Gmina Sunja (chorw. Općina Sunja) – gmina w Chorwacji, w żupanii sisacko-moslawińskiej. W 2011 roku liczyła  5748 mieszkańców.